# Chirosia spinosissima
Chirosia spinosissima är en tvåvingeart som först beskrevs av Malloch 1919.  Chirosia spinosissima ingår i släktet Chirosia och familjen blomsterflugor. Inga underarter finns listade i Catalogue of Life.